# Łosyniwka
Łosyniwka (ukr. Лосинівка) – osiedle typu miejskiego na Ukrainie, w obwodzie czernihowskim, w rejonie nieżyńskim. W 2025 liczyła 3,3 tys. mieszkańców.
Pierwsza wzmianka o miejscowości pochodzi z 1627. W 1958 Łosyniwka otrzymała status osiedla typu miejskiego.